# Disco Lady
Disco Lady ist der Titel eines Disco-Hits von Johnnie Taylor aus dem Jahre 1976.

## Entstehungsgeschichte
Johnnie Taylors Stilrichtung war die Soul-Musik. Als er im Dezember 1965 bei Stax Records in Memphis unter Vertrag kam, wurden am 3. Januar 1966 bereits die ersten Titel I Don’t Want to Lose Your Love / For These Simple Reasons für die erste Single (Volt #143) in Memphis eingespielt. Produziert wurde er von Isaac Hayes und dessen Partner David Porter, die ihm auch meist die Songs komponierten. Erste bescheidene Erfolge in der Rhythm-&-Blues-Hitparade stellten sich im März 1966 ein, doch der große Erfolg ließ bis zum Jahre 1968 auf sich warten. Erst als im September 1968 Don Davis als Chefproduzent zu Stax kam (er war zuvor seit 1959 beim Soul-Konkurrenten Motown Records), verbesserte sich für Johnnie Taylor die Situation. Davis kümmerte sich um Johnnie Taylor, dessen Who’s Making Love (Oktober 1968) bis zum Jahresende 1968 insgesamt 850.000 Exemplare umsetzte und letztlich knapp zwei Millionen Exemplare verkaufte.

## Produktion einer LP
Taylor blieb Stax Records bis zu deren Konkurs am 19. Dezember 1975 treu. Durch diesen Konkurs gab es für ihn eine Zäsur, denn genau zu jenem Zeitpunkt war die Produktion der achten LP Eargasm geplant. Die Zäsur bestand im erzwungenen Wechsel der Plattenfirma noch im Dezember 1975 zu Columbia Records; auf die Produktion jedenfalls wirkte sich der Konkurs nicht aus. Denn die LP wurde – wie fast alle Taylor-Songs zuvor –  vom United Sound Studio in Detroit aufgenommen und von Taylors bisherigem Produzenten Don Davis überwacht. Hier entstanden die Musik- und Rhythmusspur, während Taylors Gesang in den Sundance Studios von Dallas aufgenommen wurden. Erster Track auf der LP Eargasm ist der Titel Disco Lady (komponiert von Albert James „Al“ Vance / Harvey Scales / Don Davis), den Columbia Records als Single auskoppeln ließ. Im Hintergrund singt hier der Session-Chor „Brandy“. Als Arrangeur wurde David van dePitte beauftragt, ein ehemaliger Motown-Mitarbeiter. Die Aufnahmen wurden Anfang Januar 1976 beendet, so dass die LP Eargasm und die Single Disco Lady noch im selben Monat auf den Markt gebracht wurden.

## Erfolg

Johnnie Taylor – Disco Lady

Der Verkauf der Single verlief rasant, denn bereits innerhalb der ersten vier Monate war die Millionengrenze deutlich überschritten. Der pulsierende Tanzsong belegte in beiden Hitparaden den ersten Rang (6 Wochen in der R&B-Hitparade und 4 Wochen in den Pop-Charts) und war damit die erfolgreichste Platte von Johnnie Taylor. Sie erhielt am 22. April 1976 die überhaupt erste von der amerikanischen RIAA vergebene Platin-Auszeichnung für 2,5 Millionen verkaufter Exemplare. Es war die umsatzstärkste Single von Columbia Records aller Zeiten. Die LP Eargasm erreichte die Topposition der R&B-LP-Charts und Rang 5 der LP-Pop-Charts.
Die Fachwelt ist sich nicht einig, ob es sich hierbei um einen echten Disco-Song handelt. Das Musikarrangement jedenfalls ist nicht im Disco-Stil gehalten, der Text handelt lediglich von einer Disco tanzenden Frau, die vom Protagonisten bewundernd beobachtet wird. Er kann sie sich als Tanzstar in der US-TV-Musiksendung Soul Train vorstellen. Taylor selbst präsentierte seinen Hit in der Soul Train-Folge vom 21. August 1976. Er bestreitet, dass es im Text sexuelle Anspielungen gibt, die in einige Passagen hineinprojiziert worden wären.